# Qaraçuq
Qaraçuq (azerbajdzjanska: Cavadabad, Qaraçıq) är en ort i Azerbajdzjan.   Den ligger i distriktet Naxçıvan Şəhəri, i den sydvästra delen av landet, 400 km väster om huvudstaden Baku. Qaraçuq ligger 795 meter över havet och antalet invånare är 2 638.
Terrängen runt Qaraçuq är lite kuperad. Närmaste större samhälle är Nachitjevan, 3,6 km nordost om Qaraçuq.
Trakten runt Qaraçuq består till största delen av jordbruksmark. Runt Qaraçuq är det ganska glesbefolkat, med 48 invånare per kvadratkilometer.